# Holywood
Holywood (en gaèlic irlandès Ard Mhic Nasca, en escocès de l'Ulster Halywid) és una vila d'Irlanda del Nord, al comtat de Down, a la província de l'Ulster. Es troba a la vora de Belfast Lough, entre Belfast i Bangor. Té a prop Holywood Exchange i l'Aeroport de la Ciutat de Belfast. La ciutat celebra cada any un festival de jazz i blues.

## Etimologia
El nom anglès Holywood deriva del llatí Sanctus Boscus o "bosc sagrat" i era el nom que els normands van donar al bosc que envoltava el monestir de St Laiseran, fill de Nasca. El monestir fou fundat per Laiseran abans de 640 i fou la seu de l'actual priorat de Holywood. L'antiga forma anglicitzada aparegué com Haliwode en un document del segle xiv. Actualment el nom es pronuncia de la mateixa manera que Hollywood.
El nom en gaèlic irlandès per a Holywood és Ard Mhic Nasca que vol dir "terra alta dels Mac Nasca".

## Demografia
Holywood és una ciutat mitjana dins l'Àrea Urbana Metropolitana de Belfast (BMUA) segons la classificació de la Northern Ireland Statistics and Research Agency (amb una població entre 10.000 i 18.000 habitants). Segons el Cens de 2001 tenia 12.037 habitants dels quals:
- 19,9% tenien menys de 16 anys i el 20,6% tenien més de 60
- 50,6% són homes i el 49,4% són dones
- 23,0% són catòlics irlandesos i el 68,6% són protestants
- 3,0% dels habitants entre 16–74 anys està a l'atur.

## Història
En el segle xvii els ports de l'Ulster van començar a augmentar en importància. El 1625 William Pitt va ser nomenat Duaner dels ports de Newcastle, Dundrum, Killough, Portaferry, Donaghadee, Bangor i Holywood. En 1637 l'Agrimensor General de Duanes va emetre un informe elaborat a partir dels comptes de les duanes deguts per cada port i dels ports de l'Ulster a la llista, el primer era Carrickfergus, seguit de Bangor, Donaghadee i Strangford.
A començaments del segle xix, com a moltes altres viles costaneres irlandeses, esdevingué famosa com a balneari per a banys amb aigua de mar. Molts comerciants benestants de Belfast escolliren la vila com a centre d'esbarjo i vacances, entre ells els Kennedy de Cultra i els Harrison de Holywood. Dalchoolin House actualment és la seu del Museu del Transport de l'Ulster, mentre que Cultra Manor fou construïda en 1902–1904 i ara alberga part de l'Ulster Folk and Transport Museum.
La línia de ferrocarril de Belfast a Holywood s'inaugurà en 1848 i es desenvolupà ràpidament. La població de Holywood era d'uns 3.500 habitants en 1900 i cresqué a 12.000 en 2001. Aquest creixement, juntament amb el d'altres ciutats i pobles al llarg de la franja costanera de Bangor, va exigir la construcció de la carretera de circumval·lació de Holywood a principis de 1970. Holywood avui és una popular zona residencial i és molt coneguda per les botigues de moda, boutiques, artesanies.
Les ruïnes de l'antic priorat es troben a la part inferior de High Street. La torre data del 1800, però les ruïnes més antigues són del segle xiii. En el cementiri del priorat hi descansen molts ciutadans distingits, com el reformador educatiu Dr Robert Sullivan i la família Praeger. Robert Lloyd Praeger (1865–1953) fou un reconegut botànic i la seva germana, Rosamund Praeger (1867–1954) escultura i escriptora.
A les 12:24 del 12 d'abril de 2012 va esclatar un cotxe bomba a la caserna de l'Exèrcit Britànic a Palace Barracks. Un ancià va perdre un peu per l'explosió. La bomba era duta en un taxi segrestat. L'atemptat fou reivindicat per l'IRA Autèntic.

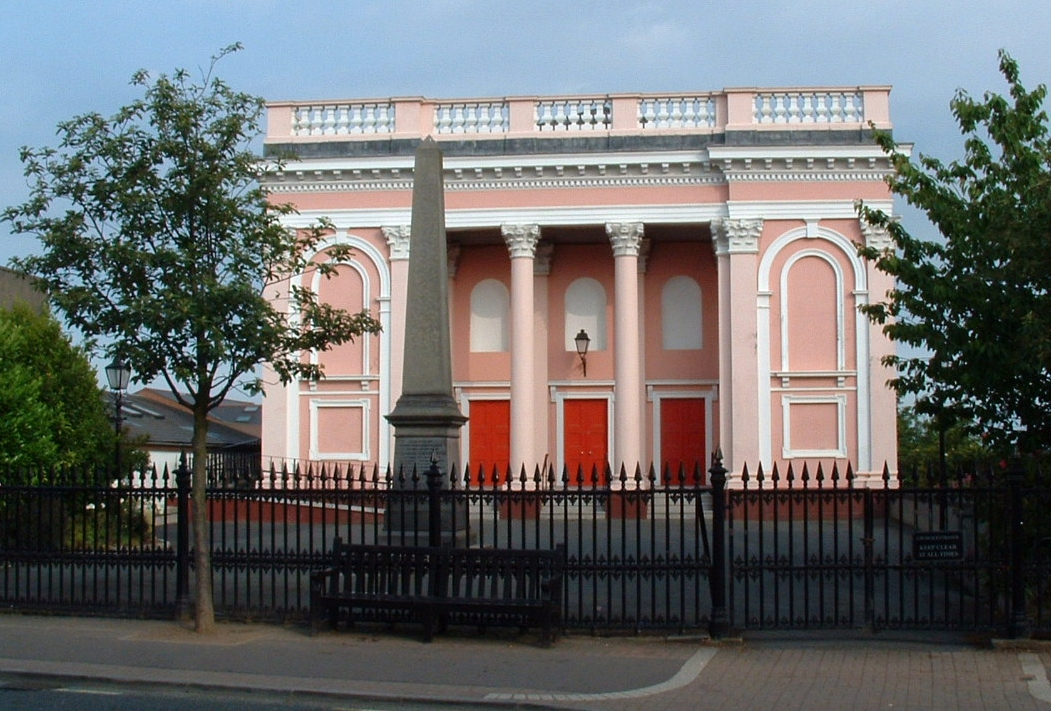
Església Presbiteriana no Subscrita

## Personatges
- Bulmer Hobson, nacionalista irlandès.
- Rory McIlroy, jugador de golf.